# Mensurations

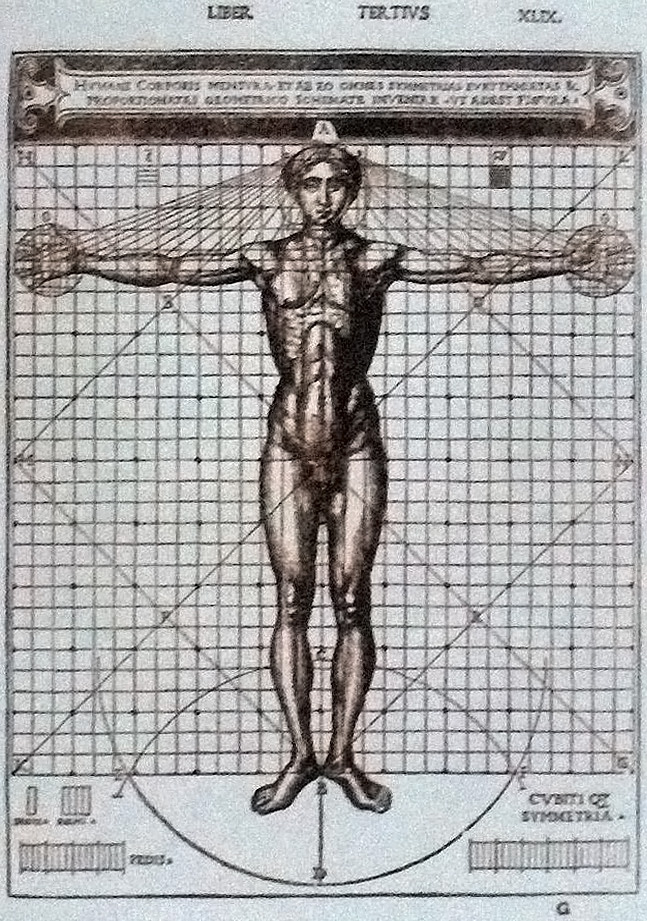
Il y a 2 000 ans, Vitruve établit à des fins architecturales les différentes proportions de nombreuses mensurations du corps masculin.

Les mensurations sont une mesure de différentes parties du corps humain ou animal. Ces mensurations peuvent être prises dans différents contextes : en zoologie, en médecine, dans la vie courante pour l'habillement, ou encore pour imposer ou respecter des canons d'esthétique.
Chez l'être humain, le tour de poitrine, le tour de taille, le tour de hanche, le tour de cou et la longueur du pied figurent parmi les plus utilisées à des fins d'habillement pour déterminer des tailles et des pointures.
Chez la femme le tour de poitrine est accompagné du bonnet, désigné par une lettre, qui donne la profondeur de la poitrine. Chez l'homme et moins souvent chez la femme, la longueur des bras et des jambes est quelquefois utilisée pour obtenir des vêtements adaptés à chaque morphologie. Ces mensurations donnent une idée de la silhouette de la personne en question et lui permettent d'avoir des références pour se vêtir.
Il existe différents systèmes de mensurations : le système américain, le système britannique (mesures en pouces), le système australien, le système français et le Système international d'unités.[réf. nécessaire]

## Mensurations idéales: des normes changeantes

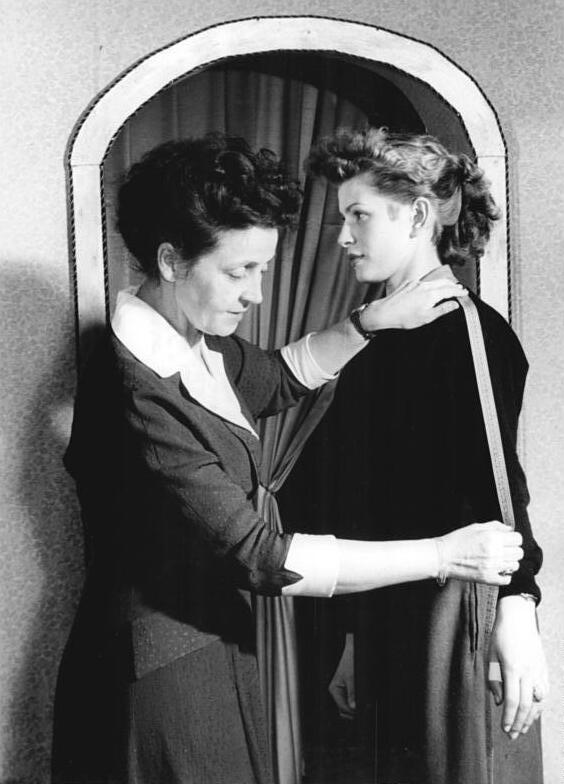
Les mensurations humaines peuvent être prises à des fins utilitaires (ici pour confectionner des vêtements)…

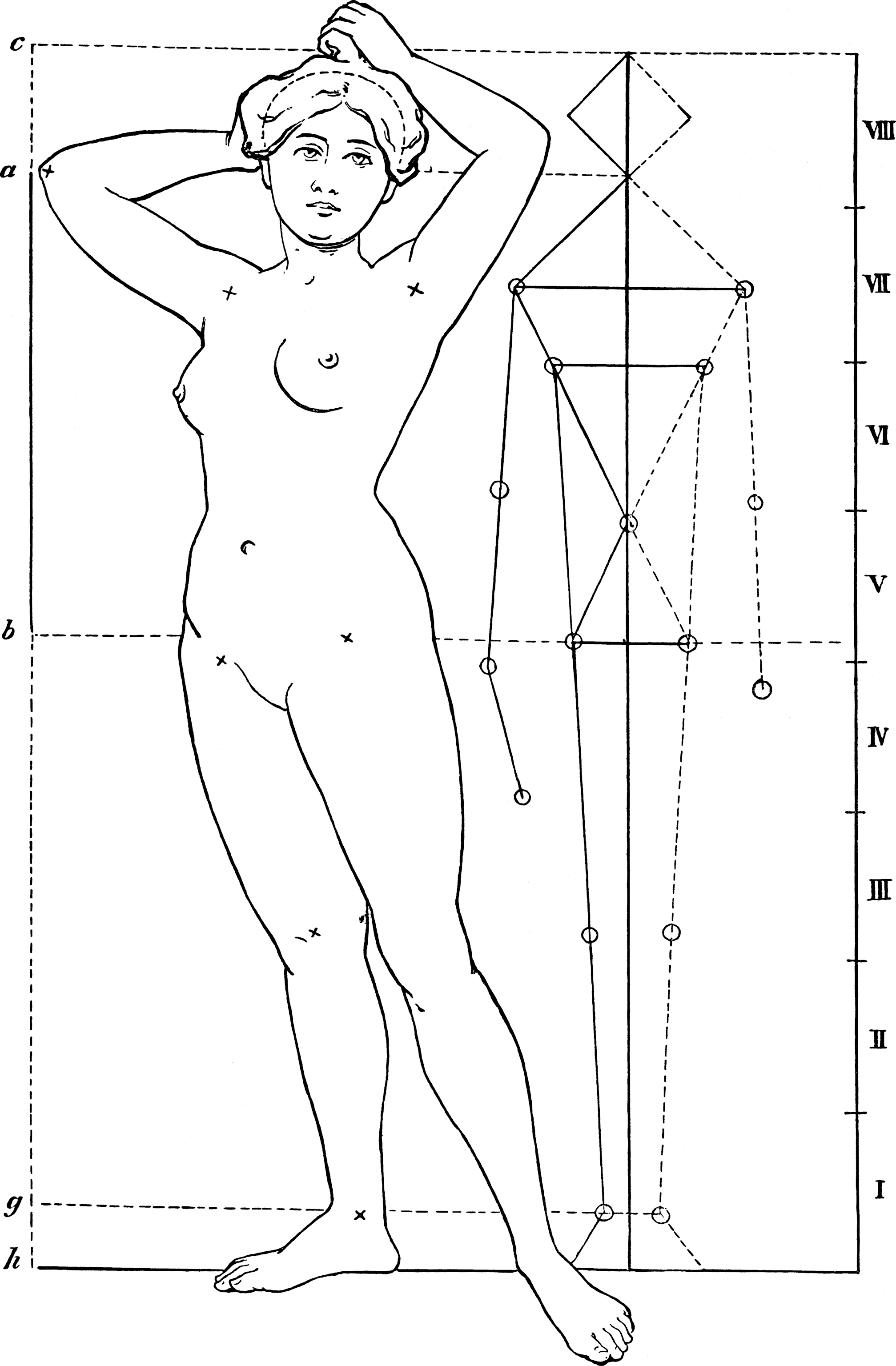
ou esthétiques (ici, indications de différentes proportions verticales chez les femmes et position des articulations, dans un traité de dessin de 1907).

Les « mensurations idéales » varient selon les âges et les pays.
Au début du XXe siècle, les mensurations féminines idéales sont 106 cm de tour de poitrine, 62 cm de tour de taille et 105 cm de tour de hanches, souvent abrégées en 106-62-105 ; un siècle plus tard, avec l'abandon du corset, elles passent à 87-68-92. Les mensurations ont diminué de 20 % en un quart de siècle. À titre de comparaison, en France, en 2016, les mensurations moyennes féminines sont de 93 cm de tour de poitrine, 75 cm de tour de taille, et 100 cm de tour de hanches.
Pour les hommes, une expérience menée dans 19 pays montre le même type de variabilité, avec le plus souvent une prime à la minceur, qui pèse aussi sur les hommes.
Un bon indicateur de santé est le rapport taille-hanche. Il devrait correspondre à 0,90 pour l'homme et à 0,71 pour une femme. L'origine de ce chiffre n'est pas connu, et probablement irréaliste. Ainsi, au Canada, seules 5 % des femmes de la tranche 12-19 ans ont un rapport taille-hanches égal ou inférieur à ce chiffre. Lorsque chez la femme, ce rapport est entre 0,6 et 0,7, après chirurgie plastique, il déclencherait l'intérêt érotique masculin. La masse de graisse se répartit différemment chez les hommes et les femmes. Elle représente 10 à 15 % du poids corporel de l'homme et 20 à 25 % du poids de la femme.[réf. nécessaire] Elle s'accumule généralement sur l'abdomen et le thorax chez l'homme, sur les hanches et les cuisses chez la femme. Dans les deux cas, le surpoids est néfaste car il entraîne principalement des problèmes cardio-vasculaires chez l'homme et articulaires chez la femme.[réf. nécessaire]